# Potong Pasir
Potong Pasir – stacja podziemna Mass Rapid Transit (MRT) na North East Line w Singapurze. Stacja znajduje się w obszarze Potong Pasir i na południowym końcu Upper Serangoon Road i Potong Pasir Avenue 1.